# High Liner Foods
High Liner Foods Inc. (TSX: HLF

) er en canadisk producent af frosne fiskeprodukter, som de sælger til engros og detail. De har kunder i USA, Canada og Mexico og fiskeprodukterne sælges under mærkerne: High Liner, Fisher Boy, Mirabel, Sea Cuisine og C. Wirthy labels. High Liner Foods er børsnoteret på Toronto Stock Exchange og har hovedkvarter i Lunenburg. De har ca. 1.200 ansatte og i 2024 var deres omsætning på ca. 1 mia. $.

## Historie
W.C. Smith & Company blev etableret 12. december 1899 og de producerede oprindeligt saltet fisk.
I 1926 udvidede de forretningsomfanget til fersk og kold fisk.
I 1938 fusionerede W.C. Smith & Company og Lunenburg Sea Products Limited.
31. december 1998 ændrede de virksomhedens navn til High Liner Foods Incorporated og National Sea Products Limited blev en division i selskabet.